# 최강! 탑플레이트
《최강! 탑플레이트》(영어: Power Top Plate, 중국어: 最強 魔幻陀螺)는 초이락 배틀완구 시리즈 1번째 작품으로 초이락컨텐츠컴퍼니, 투니버스가 제작하고, SBS에서 방영한 팽이 애니메이션이다.

## 탑플레이트
- TS-01 블레이즈 라이거 → TS-25 블레이즈 라이거 G → TS-45 블레이즈 라이거 G+ (공격ㆍ수비 밸런스형) (시스템: 프로토타입 → G → G+) (속성: 불) (이니셜: L) (스핀코어: APEX D-03) (블레이즈 라이거 G → 블레이즈 라이거 G+는 타이푼 바인딩 탑재) (손태양 (주인공)의 탑플레이트)
- TS-02 모탈 샤크 → TS-26 모탈 샤크 G (연타공격형) (시스템: 프로토타입 → G) (속성: 물) (이니셜: S) (스핀코어: APEX A-01) (모탈 샤크 G는 어시스트 윌 탑재) (한비류의 탑플레이트)
- TS-03 앤틀러 고트 → TS-27 앤틀러 고트 G (방어회피형) (시스템: 프로토타입 → G) (속성: 빛) (이니셜: G) (스핀코어: APEX D-02) (온유하 (히로인)의 탑플레이트)
- TS-04 로키 골렘 → TS-28 로키 골렘 G (파워공격형) (시스템: 프로토타입 → G) (속성: 흙) (이니셜: G) (스핀코어: APEX A-03) (로키 골렘 G는 어시스트 윌 탑재) (최담덕의 탑플레이트)
- TS-05 드래드 드래곤 (공격ㆍ수비형) (시스템: 프로토타입) (속성: 어둠) (이니셜: D) (스핀코어: APEX D-01(수비형)/APEX AD-02(공격형)) (차가온의 탑플레이트)
- TS-06 썬더 울프 (공격ㆍ수비형) (시스템: 프로토타입) (속성: 빛) (이니셜: W) (스핀코어: APEX D-01(수비형)/APEX AD-03(공격형)) (강민호의 탑플레이트)
- TS-07 윙즈 팔콘 → TS-29 윙즈 팔콘 G (방어회피형) (시스템: 프로토타입 → G) (속성: 바람) (이니셜: F) (스핀코어: APEX D-02) (성공명의 탑플레이트)
- TS-08 랩타일 히드라 (공격형) (시스템: 프로토타입) (속성: 어둠) (이니셜: H) (스핀코어: APEX A-02/APEX AD-02) (전훈의 탑플레이트)
- TS-09 포이즌 스콜피온 (공격형) (시스템: 프로토타입) (속성: 불) (이니셜: S) (스핀코어: APEX A-02 (진동 APEX)) (진보라의 탑플레이트)
- TS-30 스틸레토 G (연타공격형) (시스템: G) (속성: 어둠) (이니셜: S) (스핀코어: APEX A-01) (손태산 (손태양의 아빠)의 탑플레이트)
- TS-31 벨파고 G (불규칙회전형) (시스템: G) (속성: 물) (스핀코어: APEX D-04) (줄리의 탑플레이트)
- TS-32 스킵잭 G (공격형) (시스템: G) (속성: 물) (스핀코어: APEX A-02 (진동 APEX)) (최기철의 탑플레이트)
- TS-33 헬 크로노스 G (연타공격형) (시스템: G) (속성: 불) (스핀코어: APEX A-01) (백초은의 탑플레이트)
- TS-46 혼 베히모스 G+ (연타공격형) (시스템: G+) (속성: 물) (이니셜: B) (스핀코어: APEX A-01) (루이 (최종 보스)의 탑플레이트)
- TS-47 아머 리자드 G+ (파워공격형) (시스템: G+) (속성: 불) (이니셜: L) (스핀코어: APEX A-03) (단테의 탑플레이트)
- TS-48 베스트 알리콘 G+ (공격ㆍ수비형) (시스템: G+) (속성: 바람) (이니셜: A) (스핀코어: APEX D-02(수비형)/APEX AD-04(공격형)) (로즈의 탑플레이트)
- TS-49 웹 스파이더 G+ (방어회피형) (시스템: G+) (속성: 불) (이니셜: S) (스핀코어: APEX D-02) (에단의 탑플레이트)
- TS-50 베놈 스파이더 G+ (파워공격형) (시스템: G+) (속성: 어둠) (이니셜: S) (스핀코어: APEX A-02) (에반 (에단의 쌍둥이 남동생)의 탑플레이트)

## 도구
- 와인더
- 트위져 
  - 트위져 Pro
- 어택 디쉬 
  - 어택 디쉬 Hole
  - 어택 디쉬 Pro
- 보우 스트라이커

## 스타디움
- 스트라이커 배틀필드
- 블루홀 스타디움 
  - 썬더홀 스타디움
- 사커 스타디움 
  - New 사커 스타디움
- 포켓 스타디움

## 목소리 출연
- 양정화: 손태양
- 김영은: 온유하
- 소정환: 최담덕
- 김율: 성공명 / 담임 선생님
- 최승훈: 한비류
- 최석필: 해모수
- 박성태: 소수림 / 사회자
- 한신: 최진덕 / 사쿤 / 첸 / 빈센트
- 방연지: 온유미 / 앨리스 / 산체스
- 임윤선: 유하 엄마 / 유니 / 전기선 / 카르멘
- 김채하: 해모수 아내 / 제니퍼 / 소피 / 에디 / 어린 차가온
- 김명준: 주안경 / 여우남 / 에단 & 에반 / 태민
- 권성혁: 담덕 아빠 / 일권 / 장반담 / 브루스
- 김정훈: 거산 / 우사인 / 고홍만 / 탄테
- 여윤미: 지니 / 링 / 로즈
- 강호철: 강민호 / 제키
- 안영미: 진보라
- 이호산: 차가온 / 찰리
- 이소은: 백초은
- 송준석: 마진웅 / 최강중 팀 감독
- 최지훈: 최기철 / 프랑소와
- 신용우: 전훈 / 후딘
- 여민정: 조영
- 이주창: 지남철
- 김현심: 왕비호
- 김기흥: 손태산
- 정혜옥: 한송이
- 김영찬: 명문초 팀 감독 / 루터(루이의 아빠)
- 서윤선: 하이테크 팀 감독
- 선호제: 최강 캡틴
- 남도형: 강은천
- 김보영: 명인의 딸
- 이종구: 명인
- 안장혁: 블리츠 팀 감독 / 불사조 팀 감독
- 김새해: 줄리
- 정혜원: 도진희 / 루이
- 김국진: 고만도
- 박리나: 박손빈

## 제작진
- 기획프로듀서: 민인식, 최신규, 김영애, 신동식
- 책임프로듀서: 권영숙, 김재영
- 제작총괄프로듀서: 김선태
- 제작프로듀서: 이종혁
- 감독: 홍헌표
- 감수: 카게야마 야스오(蔭山康生)

- 시나리오: 조정희, 김형주, 권오현
- 콘티: 홍헌표
- 연출: 한영훈
- 작화감독: 임서영, 유봉현
- 캐릭터디자인·총작화감독: 유봉현
- 미술감독: 봉하권
- 3D감독: 윤남석
- 음향: CIC미디어
- 음악: 박정식, 진현덕
- L/O: 한영훈, 최진호, 이종경, 김종용, 류동균, 유봉현
- 원화: 조은주, 최진호, 류동균, 유봉현, 박순옥, 정미영, 오두형, 김진원, 김명희, 이현대, 김해숙
- 동화체크: 송진섭
- 동화: 임형숙, 김세경, 장희정, 최은영, 강채연, 임지혜, 임은숙, 유희진, 오혜미, 원태연, 문현숙, 김혜진, 윤병옥, 권명숙, 이지연, 이아름, 심은주, 김정희, 김민정, 지미진, 김지숙, 조미정
- 색채설계: 김선희
- 스캔: 정창택
- 채색체크: 김경숙
- 채색: 황성경, 박진희, 이경진, 김순희, 박세윤, 정윤희, 양인숙
- 촬영: 문샛별, 윤혜진, 윤명지, 강희진, 최학선, 현지훈
- 3D제작: Boxfish, 박정준, 김민경, 이재준
- 배경: 송기동, 정혜진, 최혜민, 선병수, 이은지, 임혁수, 김응경
- 제작데스크: 이춘무
- 제작진행: 김학기, 고희성, 윤종윤, 김창우
- 코디네이터: 김충오, 김영미, 정혜원
- 포스트프로덕션총괄: 조일오, 신동식
- 녹음: 이성주
- 믹싱: 김세광
- 편집: 고재식
- 녹음연출: 신동식, 김이경
- 종편CG: 김은영
- 종편감독: 원진희
- 기획: SBS
- 제작: 탑플레이트 제작위원회 (SONOKONG, 초이락컨텐츠컴퍼니, CJ ENM(주), Tooniverse)

## 주제가

#### 오프닝 테마
- 「Challenge」

작사: 박정식, 신동식
작곡: 박정식
편곡: 마르코
노래: 박민우

#### 엔딩 테마
- 「Battle」

작사: 신동식
작곡: 박정식
편곡: 박정식, 마르코
노래: 정재호

#### 삽입곡
- 「오로라걸스 노래」

작사: 홍지수
작곡: 박정식, 진현덕, 홍지수
편곡: 진현덕
노래: 박지민, 김민서, 홍지수

## 부제
| 화수   | 부제                        | 방송일          | 첫 등장한 탑플레이트 |
| ------ | --------------------------- | --------------- | --- |
| 제1화  | 내가 손태양이다             | 2013년 9월 11일 | 블레이즈 라이거 앤틀러 고트 로키 골렘 머드 골렘 (완구 미출시) |
| 제2화  | 최강 파워, 최담덕           | 9월 25일        | |
| 제3화  | 컴퓨터 요새 성공명          | 10월 2일        | 윙즈 팔콘 |
| 제4화  | 천하팀 최종멤버             | 10월 16일       | 모탈 샤크 스파이더 (완구 미출시) |
| 제5화  | 최강 명문팀에 맞서라!       | 10월 17일       | 헬게이트 틱틱 (완구 미출시) 스네이크 블랙맘바 (완구 미출시) |
| 제6화  | 운명의 승부                 | 10월 23일       | 썬더 울프 포이즌 스콜피온 아이언 몽키 (완구 미출시) |
| 제7화  | 천하팀 감독은?              | 10월 24일       | |
| 제8화  | 탑플레이트 랜드의 대결      | 10월 30일       | 블러드 맨티스 (완구 미출시) 바이올런트 고블린 (완구 미출시) 골드 라이노 (완구 미출시)                                                                                        |
| 제9화  | 위기일발! 전국대회 1차전!   | 10월 31일       | 아이스 레인디어 (완구 미출시) 레비아탄 (완구 미출시) |
| 제10화 | 의문의 팀 고스트 레인저!    | 11월 6일        | 고스트 피닉스 (완구 미출시) 벨파고 |
| 제11화 | 2등을 노려라!               | 11월 7일        | |
| 제12화 | 최강 파워를 넘어라          | 11월 13일       | 버디 퍼팔로 (완구 미출시) 그레이트 버팔로 (완구 미출시) 그레이트 라이노 (완구 미출시) 그레이트 맘모스 (완구 미출시) 그레이트 엘리펀트 (완구 미출시)                          |
| 제13화 | 날아오른 흑룡               | 11월 20일       | 드래드 드래곤 헬 크로노스 G |
| 제14화 | 특별훈련 시작이다!          | 11월 21일       | 스틸레토 G |
| 제15화 | 마그나소울을 향해!          | 11월 27일       | 블레이즈 라이거 G 모탈 샤크 G 앤틀러 고트 G 로키 골렘 G 윙즈 팔콘 G |
| 제16화 | 전국대회 본선 시작!         | 11월 28일       | 블랙 퓨마 (완구 미출시) |
| 제17화 | 장애물을 넘어라             | 12월 4일        | 블랙 재규어 (완구 미출시) 블랙 유니콘 (완구 미출시) 블랙 판다 (완구 미출시) 캐라티노스 터틀 (완구 미출시)                                                                    |
| 제18화 | 위기의 중간고사             | 12월 5일        | 스마트 로보 (완구 미출시) 익스트림 타키온 (완구 미출시) 트릭키 자이로 (완구 미출시)                                                                                          |
| 제19화 | 흔들리는 마그나소울!        | 12월 11일       | 스네어 스파이더 (완구 미출시) 프리클 헤지혹 (완구 미출시) |
| 제20화 | 깨어나는 아픔               | 12월 12일       | 랩타일 히드라 스킵잭 G 하보크 (완구 미출시) |
| 제21화 | 운명의 준결승전             | 12월 18일       | 레오팔트 (완구 미출시) 인트루더 (완구 미출시) |
| 제22화 | 다시 하나가 되어!           | 12월 19일       | |
| 제23화 | 사라진 마그나소울           | 12월 26일       | 앰버쉬 카멜레온 (완구 미출시) |
| 제24화 | 대망의 결승전               | 12월 26일       | 블레이즈 라이거 G+ |
| 제25화 | 반격의 실마리               | 12월 26일       | |
| 제26화 | 가자, 세계를 향해!          | 12월 26일       | |
| 제27화 | 대망의 세계대회!            | 2014년 8월 21일 | 혼 베히모스 G+ |
| 제28화 | 불사조팀의 등장             | 8월 28일        | 임모탈 치타 (완구 미출시) 임모탈 라이온 (완구 미출시) 임모탈 카프라 (완구 미출시) 임모탈 엘리펀트 (완구 미출시) 임모탈 이글 (완구 미출시)                                    |
| 제29화 | 세계 최강 파워를 넘어라     | 9월 4일         | 썬더 토마호크 (완구 미출시) 다크 애로우 (완구 미출시) 아이스 대거 (완구 미출시) 솔라 쟈벨린 (완구 미출시) 제트 부메랑 (완구 미출시)                                          |
| 제30화 | 어린 황제                   | 9월 11일        | 아머 리자드 G+ 베스트 알리콘 G+ 웹 스파이더 G+ 베놈 스파이더 G+ 헤르모드 (완구 미출시) 아에기르 (완구 미출시) 발두르 (완구 미출시) 울레르 (완구 미출시) 프레윌 (완구 미출시) |
| 제31화 | 우린 바보가 아냐            | 9월 18일        | 타이푼 아이 (완구 미출시) 메스 보라존 (완구 미출시) 솔라 윈드 (완구 미출시) 제로 포인트 (완구 미출시)                                                                        |
| 제32화 | 숨막히는 8강전!             | 9월 25일        | 하이퍼 타키온 (완구 미출시) |
| 제33화 | 최기철의 희생               | 10월 2일        | 세르카 (완구 미출시) 마르팁탄폰 (완구 미출시) 블록 벨로타 (완구 미출시) 에스쿠도 (완구 미출시) 카밀리오 (완구 미출시)                                                        |
| 제34화 | 듀얼 마그나 소울            | 10월 2일        | 익스트림 에이스 (완구 미출시) 익스트림 아이스 (완구 미출시) 익스트림 파워 (완구 미출시) 익스트림 쉐도우 (완구 미출시) 익스트림 스피드 (완구 미출시)                          |
| 제35화 | 불꽃 튀는 4강전             | 10월 16일       | 스파르타 (완구 미출시) 트릭 매지카 (완구 미출시) 실리 기간트 (완구 미출시) 클로버 미제트 (완구 미출시) 해피 클라운 (완구 미출시) 타쿠로스 (완구 미출시)                      |
| 제36화 | 불사조팀 대 황제팀          | 10월 23일       | |
| 제37화 | 오버 마그나 소울!           | 10월 30일       | |
| 제38화 | 탑플레이트 세계대회 결승전! | 11월 6일        | |
| 제39화 | 최후의 승자는?              | 11월 13일       | |

### 주해
1. ↑  제27화~제39화는 중국 미방영.

## 같이 보기
- 차징 탑스피너
- 스핀파이터(魔幻陀螺2)
- 팽이전사 자이로카(魔幻陀螺3 機甲戰車)
- 탑건스피너(魔幻陀螺4 聚能引擎)
- 마환타라5(魔幻陀螺5)
- 마환타라6(魔幻陀螺6)